# Liparia latifolia
Liparia latifolia là một loài thực vật có hoa trong họ Đậu. Loài này được (Benth.) A.L. Schutte miêu tả khoa học đầu tiên năm 1994.